# Claudia de Vin des Œillets
Claudia de Vin des Œillets, conocida como Mademoiselle des Œillets (Provenza, 1637-París, 18 de mayo de 1687), fue una de las numerosas amantes del rey Luis XIV de Francia y dama de compañía de la amante real y favorita de este, Madame de Montespan. Ella era conocida por su participación en el famoso asunto de los venenos (1679-1680).
Hija de Nicolas de Vin y de Luisa Faviot, se convirtió en la dama de compañía y de confianza de Montespan. Tuvo una hija con el rey, Luisa de Maisonblanche (1676-1718). 
En el asunto de los venenos, se dice que hizo más de cincuenta visitas a los envenenadores. Fue protegida de cualquier persecución por parte del monarca y de Jean-Baptiste Colbert, pero el asunto arruinó su relación con el rey. Oeillets se retiró de la corte en 1678 a vivir una vida cómoda en su residencia en París con su hija.

## Descendencia
De su relación con el rey Luis XIV de Francia nació una hija:
- Luisa de Maisonblanche (1676-1718)